# Vilhelm Crone
Vilhelm Christoffer Crone (født 10. november 1813 i Nyborg, død 18. oktober 1887 i Hornbæk) var en dansk politidirektør, far til Christian Crone.
Crone var søn af justitsråd og amtsforvalter Rasmus Crone og Anna Frederikke Lönborg. Han blev cand. jur. 1835, var senere auditør og ansattes 1849 som byfoged og politimester i Helsingør. Her henledte han opmærksomheden på sig ved flere tidssvarende forbedringer i det stedlige politivæsen, og da han tillige som varm nationalliberal stod det herskende parti nær, blev det ham, der efter omorganisationen af Københavns Politi ved Bræstrup 1863 fik den opgave at gennemføre tidens ideer på politiets område.
Med en betydelig organisatorisk evne og en streng ordenssans gav han da også i løbet af kort tid det nye politi en støbning, som fik lang varighed. Hans mangfoldige "Dagsbefalinger" ordnede tjenesten i dens mindste enkeltheder, i den daglige forretningsgang, i den fornødne samvirken mellem de forskellige afdelinger, i forholdet mellem over- og underordnede, overalt bestræbende sig for at gøre den hele maskine så let virkende som muligt og hos enhver i tjenesten fremkalde interesse og ansvarsfølelse nedad og opad.
Den samme ordenssans lagde Crone for dagen i den måde, hvorpå han regulerede det offentlige liv ved politivedtægterne med deres minutiøse 
bestemmelser for livet på gader og stræder ved dag og nat, i beværtninger og på offentlige steder. Nogen misfornøjelse opstod vel af alle disse detailbestemmelser, men Crone forstod at lempe sig efter befolkningens ønsker, hvor de forekom ham berettigede'
Han indprentede sine undergivne "at vogte sig for ved smaalig Tjenstiver at paadrage Politivedtægten og sig selv Befolkningens Uvillie, men have for Øje, at der i mange Tilfælde vil kunne opnaas det samme ved Formaning og Advarsel som ved Paatale og Straf". Denne grundsætning ledede også Crone, da de politiske forhold kaldte ham frem som ordenens opretholder i stor stil.
Kun i nødsfald brugte han magt, men veg da heller ikke tilbage, således som 1872, da han under socialistoptøjerne ved at forbyde fælledmøderne, gennemføre forbuddet og arrestere førerne kvalte den hele bevægelse i fødslen - ellers foretrak han at undgå sammenstød frem for at vinde en sejr. Hvor højt end bølgerne gik i de bevægede politiske kampår, stræbte han stedse, så vidt det stod til ham, at gøre ret og skel til begge sider og glemte ikke, at kun borgernes vel og rettens pleje var hans opgave.
Til borgerrepræsentationen, hvor han hyppig lod sig høre, stod han i godt forhold, og kun sjældent mødte hans indstillinger større modstand. For sine undergivne var han en elskværdig foresat, til hvem enhver nærede ubetinget tillid og hengivenhed. Crone fratrådte sin 
stilling 1. august 1887 og dekoreredes da med Storkorset. Ved sin embedstiltrædelse som politidirektør var han udnævnt til etatsråd. Han er begravet på Holmens Kirkegård.